# Збаразький повіт (Королівство Галичини та Володимирії)
Збаразький повіт — адміністративна одиниця коронного краю Королівство Галичини та Володимирії у складі Австрійської імперії, з 1867 року — Австро-Угорщини. Повіт існував у період з 1854 року, після розпаду Австро-Угорщини 1918 року продовжив існування у складі ЗУНР.

## 1854—1867
1854 року була проведена адміністративна реформа, за якою у складі Королівства Галичини та Володимирії були утворені повіти.
Статистика:
Площа — 7,25 географічних миль² (~399 км²)
Населення — 28496(1866)
Кількість будинків — 4467(1866)
Староста (Bezirk Vorsteher): Вінценц Штібер (Vincentz Stieber) (1866)
Громади (гміни): Збараж (місто), Старий Збараж, Базаринці, Залужжя, Тарасівка, Зарубинці, Івашківці, Новики, Чернихівці, Верняки, Охримівці, Заруддя, Валахівка, Стриївка, Грицівці, Кретівці, Горішні Любянки, Нижні Любянки, Малий Глибочок, Красносельце, Розношинці, Капустинці, Зарудечка, Сєнява, Сєняківка, Шили, Лисечинці, Сухівці, Шелпаки, Кийданці, Романове Село.

## 1867—1918
1867 року були скасовані округи, а повіти реорганізовані: частина зникла, а частина збільшилася за рахунок інших. Збаразький повіт залишився і після реформи.
До його складу увійшла територія Збаразького повіту разом з Мединським повітом, частиною Ігровицького повіту (гміни Мшанець, Дітковець, Мала Березовиця, Іванчани, Курники, Кобила, Доброводи, Чумале, Оприлівці, Нетреба)
Староста: Франц Урбанський (1867).
Під час Першої світової війни перебував під російською окупацією. В 1918 р. повіт увійшов до складу Західно-Української Народної Республіки. Повіт входив до Тернопільської військової області ЗУНР.